# 第21屆坎城影展
第21屆坎城影展原定於1968年5月10日至5月24日在法國坎城節慶宮舉行，但由於1968年5月法國的社會動盪而被取消。

## 背景
本屆影展的特點是之前圍繞朗格盧瓦事件的爭議。1968年2月9日，法國電影園（一個非盈利組織）的董事會會議上，文化部和國家電影中心與動畫中心（取決於後者）決定免職電影園的導演和共同創始人亨利·朗格盧瓦的職務。儘管他們不是多數人，但朗格盧瓦的支持者，如法蘭索瓦·杜魯福拒絕投票。 法國文化部長安德烈·馬爾羅促成了這一決定，因為他想實施管理變革以在該機構中獲得更大的影響力。經過另一次投票，都爾和安錫影展的導演皮埃尔·巴尔班成為新的導演。
亨利·朗格盧瓦是一個非常受歡迎和深受喜愛的人物，這一決定引發了法國新浪潮的電影製作人以及演員、評論家和影迷的大量抗議和示威，他們於2月12日在夏樂宮的電影資料館前示威。 許多國際知名的電影導演，如查理·卓別林、史丹利·庫柏力克、羅伯托·羅塞里尼、奧森·威爾斯和路易斯·布紐爾，也發信支持朗格盧瓦，甚至威脅要取回他們之前交給電影資料館的電影副本。 2月14日，又舉行了一次示威活動，但這次索邦大學的學生加入了藝術家的行列，這是接下來幾個月將要發生的事情的前奏。法國電影製作人決定成立保護電影資料館委員會。在此刻，以上種種問題已不再是文化問題，而是政治問題。
經過長時間的談判，4月22日，電影園大會召開了一次特別會議，並投票決定恢復朗格盧瓦的資格，並獲得馬爾羅的批准，他也將政府代表從大會中撤出，但作為交換，將公共資金削減到最低限度。

## 影展期間
該屆影展於5月10日開幕，由維克托·弗萊明執導的70毫米《亂世佳人》修復版。 美國電影女演員、摩納哥王妃葛麗絲·凱莉擔任開幕式和閉幕式的主持人。
法國電影界人士對巴黎發生的示威活動很敏感。5月10日至5月11日晚上，學生和警察在拉丁區發生了暴力衝突，這成為了路障的第一個晚上。在這些事件發生後，法國評論家協會發表聲明，要求影展的參與者參加定於5月13日舉行的支持罷工學生的示威活動，並呼籲暫停影展，並呼籲坎城影展的人們支持學生們“抗議警察的暴力鎮壓，這是對國家文化自由、大學的世俗傳統和民主原則的攻擊”。 然而，該組織拒絕了。
5月17日，電影專業人士大會電影將軍聯盟（法語：États généraux du cinéma）在巴黎呼籲停止坎城影展。彼得·伦农的紀錄片《通往都柏林的岩石之路》在影展上放映。本片是該屆影展放映的最後一部角逐電影。
次日，5月18日，在導演尚盧·高達、讓-加布里埃爾·阿爾比科科、克勞德·貝黎和演員讓-皮埃爾·里奧在場的情况下，組織了電影資料館保護委員會成員一次小組討論會，討論亨利·朗格盧瓦事件。討論非常熱烈，前一天從巴黎抵達的法蘭索瓦·杜魯福解釋說，雖然火車被封鎖，工廠罷工，但繼續舉辦影展是簡直荒謬的。尚盧·高達相信，有了這次中斷，使電影將表現出對學生運動的聲援。克勞德·雷路許、讓-克洛德·卡里埃、女演員瑪莎·梅里爾以及評審團成員路易·馬盧和羅曼·波蘭斯基與他們一同在舊節慶宮尚·考克多廳舉行的記者招待會上宣佈，為了聲援法國各地抗議的工人和學生，影展必須結束。 隨後，路易·馬盧、莫妮卡·維蒂、羅曼·波蘭斯基和特倫斯·揚辭去了國際評委會的職務，而亞倫·雷奈、克勞德·雷路許、卡洛斯·索拉和米洛斯·福曼則要求撤回他們的角逐電影。路易·馬盧宣佈“評審團不在本地工作”。
波蘭斯基對這些措施持懷疑態度，因為這些方法讓他想起了共產黨人在他的祖國波蘭所做的事情，但最終支持取消該屆的影展。 此外，來自蘇聯的詩人、評審團成員弗謝沃洛德·羅日傑斯特文斯基認為取消影展的想法令人髮指，以至於他甚至拒絕參加緊急評審團會議。 導演罗贝尔·法夫尔·勒布雷聲稱：“我們將在明天中午結束影展”。
同一天晚上，卡洛斯·索拉的《薄荷冰沙》是唯一一部待放映的電影。索拉在他當時的女友兼電影主角杰拉尔丁·查普林的陪同下，不想讓自己的電影被觀看。 然而，儘管他完全反對，但放映開始了。索拉和潔拉汀跳上舞台，大喊要求不要啟動放映機，讓觀眾震驚。法夫爾·勒·布雷特下令打開遮住銀幕的大布幕時，索拉和潔拉汀決定緊緊抓住幕布，以防他們後退。此時，杜魯福和高達加入了他們的行列。最後，本片沒有上映，這引發了激烈的討論，然後與想看這部電影的觀眾發生了肢體衝突。
作為對他所有行為的懲罰，杜魯福後來被該組織宣佈為不受歡迎的人。 最終在5月19日中午12點和既定的影展結束前五天，由羅伯特·法夫爾·勒·布雷特領導的董事會一致投票決定取消本屆影展，不頒發任何獎項。在被角逐參加國際影展最高獎的28部電影中，只有11部被放映。

## 主競賽評審
以下人士被選為長片和短片的評審：
長片
- 安德烈·尚松（英语：André Chamson）：檔案管理員（評審團主席）
- 莫妮卡·維蒂：演員
- 克洛德·阿夫利纳（英语：Claude Aveline）：作家
- 鮑里斯·馮·博雷斯霍爾姆（Boris von Borresholm）：製片人
- 韦利科·布拉伊奇（英语：Veljko Bulajić）：導演
- 保罗·卡代阿克（英语：Paul Cadéac）：製片人
- 让·莱斯屈尔（英语：Jean Lescure）：詩人
- 路易·馬盧：導演
- 揚·諾德蘭德（Jan Nordlander）：記者
- 羅曼·波蘭斯基：導演
- 弗谢沃洛德·罗日杰斯特文斯基（英语：Vsevolod Rozhdestvensky）：詩人
- 特倫斯·揚：導演

## 正式競賽長片
以下電影參與角逐國際影展最高獎：
| 中文片名                       | 原文片名                                  | 導演                | 製作國       |
| ------------------------------ | ----------------------------------------- | ------------------- | ------------ |
| 《黑人耶穌》                   | Seduto alla sua destra                    | 瓦莱里奥·祖利尼     | 義大利       |
| 《一個女人生命中的二十四小時》 | Vingt-quatre heures de la vie d'une femme | 多米尼克·德卢什     | 法國、 西德  |
| 《安娜·卡列尼娜》              | Анна Каренина                             | 亚历山大·扎尔希     | 苏联         |
| 《米蘭的強盜》                 | Banditi a Milano                          | 卡洛·利扎尼         | 義大利       |
| 《泡泡查理》                   | Charlie Bubbles                           | 亞伯特·芬尼         | 英国         |
| 《紅軍與白軍》                 | Csillagosok, katonák                      | 揚喬·米克洛什       | 匈牙利       |
| 《城堡》                       | Das Schloß                                | 鲁道夫·内尔特       | 西德         |
| 《格拉斯醫生》                 | Doktor Glas                               | 马伊·策特林         | 瑞典         |
| 《導演流浪指南》               | Feldobott kö                              | 沙劳·尚多尔         | 匈牙利       |
| 《閃光的風》                   | Fényes szelek                             | 揚喬·米克洛什       | 匈牙利       |
| 《一起來玩吧》                 | Grazie, zia                               | 萨尔瓦托雷·桑佩里   | 義大利       |
| 《讓我們繞著桑樹走》           | Here We Go Round the Mulberry Bush        | 克萊夫·唐納         | 英国         |
| 《消防員舞會》                 | I protagonisti                            | 米洛斯·福曼         | 捷克斯洛伐克 |
| 《我愛你，我愛你》             | Je t'aime, je t'aime                      | 亞倫·雷奈           | 法國         |
| 《喬安娜》                     | Joanna                                    | 迈克尔·萨恩         | 英国         |
| 《藍色的高盧人》               | Les Gauloises bleues                      | 米歇尔·库尔诺       | 法國         |
| 《打仗遊戲》                   | Mali vojnici                              | 巴赫尔丁·琴吉奇     | 南斯拉夫     |
| 《一個都不能走》               | O slavnosti a hostech                     | 杨·涅梅茨           | 捷克斯洛伐克 |
| 《薄荷冰沙》                   | Peppermint Frappé                         | 卡洛斯·索拉         | 西班牙       |
| 《芳菲何處》                   | Petulia                                   | 理查德·莱斯特       | 英国、 美国  |
| 《迷情夏日》                   | Rozmarné léto                             | 伊利·曼佐           | 捷克斯洛伐克 |
| 《特維和他的七個女兒》         | טוביה ושבע בנותיו                         | 梅纳赫姆·戈兰       | 以色列       |
| 《愛你、想你、恨你》           | The Girl on a Motorcycle                  | 傑克·卡迪夫         | 英国、 法國  |
| 《漫長的一天》                 | The Long Day's Dying                      | 彼得·柯林森         | 英国         |
| 《三部曲》                     | Trilogy                                   | 弗兰克·佩里         | 美国         |
| 《黑貓》                       | 藪の中の黒猫                              | 新藤兼人            | 日本         |
| 《馬修的日子》                 | Zywot Mateusza                            | 维托尔德·莱什琴斯基 | 波蘭         |

## 非競賽片
| 中文片名     | 原文片名                                        | 導演                                  | 製作國        |
| ------------ | ----------------------------------------------- | ------------------------------------- | ------------- |
| 《亂世佳人》 | Gone with the Wind                              | 維克托·弗萊明                         | 美国          |
| 《勾魂懾魄》 | Tre passi nel delirio Histoires extraordinaires | 费德里柯·费里尼、羅傑·華汀、路易·馬盧 | 義大利、 法國 |

## 後續
導致本屆影展取消的抗議活動也帶來了一些變化。1968年6月14日，法蘭索瓦·杜魯福和路易·馬盧等法國電影製片人藉此機會創立了法國導演協會 (SRF)，其使命是“捍衛電影創作的藝術、道德、職業和經濟自由，並參與電影新結構的發展”。 在下一屆的影影展上，該組織將開始與官方的獨立評選，稱為導演雙週。
四十年後的2008年影展中，一些當時無法放映的作品得到了修復：卡洛斯·索拉執導的《薄荷冰沙》、多米尼克·德卢什執導的《一個女人生命中的二十四小時》、亞歷山大·扎克希執導的《安娜·卡列尼娜》和彼得·柯林森執導的《漫長的一天》。克勞德·雷路許和弗朗索瓦·賴興巴赫執導的《法國13日》也被放映，儘管該片不是正式競賽長片的一部分。

## 其他媒體
- Institut national de l'audiovisuel: Cannes Festival, May 1968 （页面存档备份，存于） (法文) Jean-Luc Godard, Roman Polanski, François Truffaut and Louis Malle lead the debate to answer the question: should we stop the festival? Favre le Bret Robert, President of the Festival, announces the festival closed. (duration 10′25″)

## 外部連結
- 1968 Cannes Film Festival (web.archive)
- Official website Retrospective 1968 的存檔，存档日期2019-01-13.
- 21ème Festival International du Film - Cannes